# Devangaon, Sindgi
Devangaon là một làng thuộc tehsil Sindgi, huyện Bijapur, bang Karnataka, Ấn Độ.